# Släpvagnskontakter i Australien

Översikt av släpvagnskontakter i Australien.

Släpvagnskontakter i Australien finns i flera olika typer.
På den australiska marknaden används egna varianter av framförallt de europeiska kontakterna, men också helt egna kontakter.
Den enda kontakt som används på australiska marknaden som är helt enligt ISO-standard är den 7-poliga ABS/EBS-kontakten.
Eftersom Australien har fordon från både nordamerikanska marknaden och den europeiska marknaden förekommer en blandning av 12V och 24V.

## 7-polig släpvagnskontakt (AS 4735) för tunga fordon

7-polig släpvagnskontakt AS4735 (dragfordonssida).

Denna kontakt baserar sig på både SAE J560 samt ISO 1185 och hanterar antingen 12V, 7 x 40A eller 24V,7 x 20A. Vilken spänning som hanteras varierar från fordon till fordon.
| Nr | DIN | Signal                                | Kabelfärg | Rek. Ledningsarea | Rek. Ledningsarea | Noter |
| Nr | DIN | Signal                                | Kabelfärg | mm²               | AWG               | Noter |
| -- | --- | ------------------------------------- | --------- | ----------------- | ----------------- | ----- |
| 1  | 31  | Jord (-)                              | Vit       | 10                | 8                 |       |
| 2  | 58  | positionsljus, Sidomarkeringsljus     | Svart     | 4                 | 12                |       |
| 3  | L   | Vänster blinkers                      | Gul       | 4                 | 12                |       |
| 4  | 54  | Bromsljus, ABS bromsindikering        | Röd       | 6                 | 10                |       |
| 5  | R   | Höger blinkers                        | Grön      | 4                 | 12                |       |
| 6  | 58  | Bakljus, Skyltbelysning               | Brun      | 4                 | 12                |       |
| 7  |     | Backljus alternativt spänningsmatning | Blå       | 6                 | 10                |       |

## Runda släpvagnskontakter Typ 1
Dessa kontakter baserar sig på ISO 1724 i 5-poligt och 7-poligt utförande, men med viss skillnad när det gäller koppling.

### Rund 7-polig släpvagnskontakt Typ 1 (AS 2513)

7-polig kontakt enligt Australian Standard 2513.

I denna kontakt har man valt att använda en av anslutningarna som i ISO 1724 används för positionsljus till elbroms (Stift 5, 58R), vilket gör att om man kopplar en släpvagn med elbroms till ett dragfordon som är kopplat enligt ISO 1724 och tänder positionsljusen kommer släpvagnen att bromsa. Stift 2 (54G) är i detta fall backljus.
| Nr | DIN | Signal                 | Kabelfärg | Rek. Ledningsarea | Rek. Ledningsarea | Noter |
| Nr | DIN | Signal                 | Kabelfärg | mm²               | AWG               | Noter |
| -- | --- | ---------------------- | --------- | ----------------- | ----------------- | ----- |
| 1  | L   | Vänster blinkers       | Gul       | 1.5               | 15                |       |
| 2  | 54G | Backljus               | Svart     | 1.5               | 15                |       |
| 3  | 31  | Jord kopplat till gods | Vit       | 2.5               | 13                |       |
| 4  | R   | Höger blinkers         | Grön      | 1.5               | 15                |       |
| 5  |     | Elbroms                | Blå       | 1.5               | 15                |       |
| 6  | 54  | Bromsljus              | Röd       | 1.5               | 15                |       |
| 7  | 58L | Bakljus, positionsljus | Brun      | 1.5               | 15                |       |

### Rund 5-polig släpvagnskontakt Typ 1

Australisk 5-polig kontakt av typ 1.

Denna kontakt/koppling ersätts av den 7-poliga (AS 2513), men kan finnas på äldre fordon. Notera att stift 1 och 4 saknas, stiftplaceringen är identisk med den 7-poliga ISO 1724 med avsaknad av dessa stift. Det betyder att man kan koppla en släpvagn med en 5-polig kontakt till ett 7-poligt uttag eller tvärtom, men funktionen blir inte den önskade då stiften används annorlunda.
| Nr | DIN | Signal                 | Kabelfärg | Rek. Ledningsarea | Rek. Ledningsarea | Noter |
| Nr | DIN | Signal                 | Kabelfärg | mm²               | AWG               | Noter |
| -- | --- | ---------------------- | --------- | ----------------- | ----------------- | ----- |
| 2  |     | Vänster blinkers       | Gul       | 1.5               | 15                |       |
| 3  | 31  | Jord kopplat till gods | Vit       | 2.5               | 13                |       |
| 5  |     | Höger blinkers         | Grön      | 1.5               | 15                |       |
| 6  | 54  | Bromsljus              | Röd       | 1.5               | 15                |       |
| 7  | 58L | Bakljus, positionsljus | Brun      | 1.5               | 15                |       |

## Runda släpvagnskontakter Typ 2

### Rund 7-polig släpvagnskontakt Typ 2

Australisk 7-polig kontakt av typ 2.

| Nr | DIN | Signal                 | Kabelfärg | Rek. Ledningsarea | Rek. Ledningsarea | Noter |
| Nr | DIN | Signal                 | Kabelfärg | mm²               | AWG               | Noter |
| -- | --- | ---------------------- | --------- | ----------------- | ----------------- | ----- |
| 1  |     | Vänster blinkers       | Gul       | 1.5               | 15                |       |
| 2  |     | Backljus               | Svart     | 1.5               | 15                |       |
| 3  |     | Jord kopplat till gods | Vit       | 2.5               | 13                |       |
| 4  |     | Höger blinkers         | Grön      | 1.5               | 15                |       |
| 5  |     | Elbroms                | Blå       | 1.5               | 15                |       |
| 6  |     | Bromsljus              | Röd       | 1.5               | 15                |       |
| 7  |     | Bakljus, positionsljus | Brun      | 1.5               | 15                |       |

### Rund 6-polig släpvagnskontakt Typ 2

Australisk 6-polig kontakt av typ 2.

| Nr | DIN | Signal                 | Kabelfärg | Rek. Ledningsarea | Rek. Ledningsarea | Noter |
| Nr | DIN | Signal                 | Kabelfärg | mm²               | AWG               | Noter |
| -- | --- | ---------------------- | --------- | ----------------- | ----------------- | ----- |
| 1  |     | Bakljus, positionsljus | Brun      | 1.5               | 15                |       |
| 2  |     | Vänster blinkers       | Gul       | 1.5               | 15                |       |
| 3  |     | Höger blinkers         | Grön      | 1.5               | 15                |       |
| 4  |     | Bromsljus              | Röd       | 1.5               | 15                |       |
| 5  |     | Elektrisk broms        | Blå       | 1.5               | 15                |       |
| 6  |     | Jord kopplat till gods | Vit       | 2.5               | 13                |       |

## Rektangulära släpvagnskontakter Typ 3

Australiska Typ 3-kontakter.

| Nr | DIN | Signal                                                     | Kabelfärg | Rek. Ledningsarea | Rek. Ledningsarea | Noter |
| Nr | DIN | Signal                                                     | Kabelfärg | mm²               | AWG               | Noter |
| -- | --- | ---------------------------------------------------------- | --------- | ----------------- | ----------------- | ----- |
| 1  |     | Vänster blinkers                                           | Gul       | 1.5               | 15                |       |
| 2  |     | Backljus                                                   | Svart     | 1.5               | 15                |       |
| 3  |     | Jord kopplat till gods                                     | Vit       | 2.5               | 13                |       |
| 4  |     | Höger blinkers                                             | Grön      | 1.5               | 15                |       |
| 5  |     | Elektrisk broms                                            | Blå       | 1.5               | 15                |       |
| 6  |     | Bromsljus                                                  | Röd       | 1.5               | 15                |       |
| 7  |     | Bakljus, positionsljus                                     | Brun      | 1.5               | 15                |       |
| 8  |     | +12V styrd via tändning; Batteriladdning, Elektrisk Vinsch | Orange    | 2.5               | 13                |       |
| 9  |     | +12V ständig spänning                                      | Rosa      | 2.5               | 13                |       |
| 10 |     | Jord                                                       | Vit       | 2.5               | 13                |       |
| 11 |     | Dimbakljus                                                 | Orange    | 1.5               | 15                |       |
| 12 |     | Reserv                                                     | Lila      | 2.5               | 13                |       |

### Teckenförklaring
| Exempel | Beskrivning |
| ------- | ----------- |
|         | Hylsa       |
|         | Pinne       |